# 北京モーターショー
北京モーターショー （ペキンモーターショー、北京国际汽车展览会、Auto China、BEIJING INTERNATIONAL AUTOMOTIVE EXHIBITION）は中華人民共和国の北京で1990年から隔年開催されているモーターショーである。2022年は中止